# Дрейф (концепция)
Дрейф (фр. Dérive) — психогеографический революционный подход к ничем не опосредованному исследованию городских ландшафтов, руководящей силой которого являются эстетические побуждения и влечения отдельно взятого субъекта.

Термин первоначально был выдвинут в «Теории дрейфа» (1956) Ги Дебором, в те времена являющегося видным членом Леттристского Интернационала. Дебор определяет дрейф как «способ экспериментальной модели поведения, связанного, в свою очередь, с условиями городского общества: техника быстрого перемещения сквозь разнообразные среды». Это незапланированное путешествие по ландшафту, как правило, урбанистическому, участники которого прекращают все свои повседневные отношения, бросают занятия, требующие активной трудовой деятельности, и, вместо всего вышеупомянутого, позволяют себе лицезреть каждодневно окружающие их окрестности, получая при этом грандиозное наслаждение от совершенно случайных встреч с незнакомцами. Несмотря на то, что одиночный дрейф является допустимым вариантом, Дебор отмечает, 
что наиболее плодотворен организационный состав, численно не превышающий группы из двух-трех человек, должным образом обладающие одинаковым уровнем знания, и, как следствие, синтез впечатлений различных групп дает возможность прийти к более объективным выходным результатам.
Целевая направленность дрейфа — изучение местности и городского рельефа, а также абсолютная эмоциональная дезориентация в пространстве и времени, непосредственно приводящая к потенциальному конструированию ситуаций.

## История

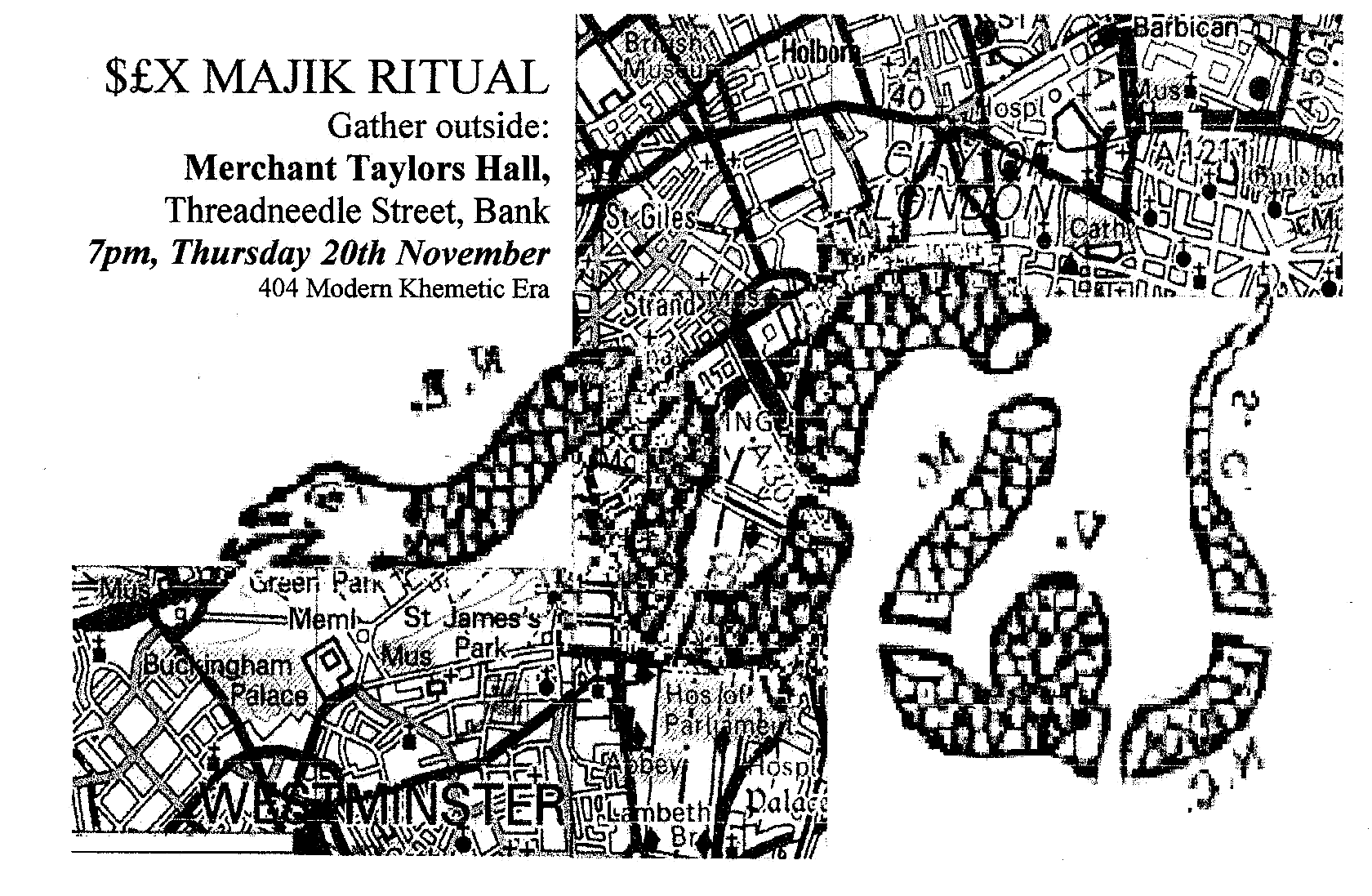
Плакат 2004 года, посвященный проведению широкомасштабного Лондонского дрейфа, возглавляемого психогеографическим обществом

Концепция дрейфа, как и было заявлено, берет свое начало в Леттристском Интернационале, авангардно-марксистском коллективе, базирующемся в Париже. Дрейф возник как форма критически настроенного инструмента для понимания и развития теории психогеографии, определяемой леттристами как «специфическое воздействие географической и территориальной среды (независимо от того, организована ли последняя сознательным образом) на эмоции и поведение отдельных индивидов».
Дрейф продолжает быть важнейшим концептом в «учении» Ситуационистского Интернационала, радикальной группы по-бунтарски настроенных художников и политических теоретиков, которая была сформирована из уже упомянутого Интернационала Леттристов, КоБрА, а также Международного движения за воображаемый «Баухаус» в 1950-х годах. Время, проведенное за пристальным исследованием урбанистического пространства, являлось для ситуационистов антиимпериалистически действующим методом для борьбы с бескрайней усталостью и скукой общества спектакля.

Из всего вышесказанного следует, что, по причине все более предсказуемого и однообразного хода повседневной жизни «цивилизованного» общества при развитой форме капитализма, дрейф, как таковой, становится основополагающей необходимостью. Дебор вновь указывает:
Мятежно революционные изменения мира, всех его аспектов, подтвердят все идеи обогащения. Внезапное изменение среды на улице в радиусе нескольких метров; естественное разделение города на зоны различной психической атмосферы; путь наименьшего сопротивления, который автоматически преследуется в бесцельных прогулках (не имеющий отношения к физическому очертанию местности); притягательный или отталкивающий характер конкретных мест — все это отвергается. В любом случае, никогда не рассматривается зависимость от причин, которые могут быть раскрыты аккуратным анализом, использованным в собственных интересах. 
— Ги Дебор ”Введение в критику городской географии”

## Список литературы
- Дебор Г. Психогеография. — Москва: Ad Marginem, 2017. — 112 с.
- Simon Sadler. The Situationist City. — London: The MIT Press, 1998. —  248 c. —   ISBN 9780262193924 Архивная копия от 16 апреля 2018 на Wayback Machine.